# Câmara Municipal de Lousada
A Câmara Municipal de Lousada é o órgão executivo colegial representativo do município de Lousada, tendo por missão definir e executar políticas que promovam o desenvolvimento do concelho.
A Câmara Municipal de Lousada é composta por 7 vereadores, representando diferentes forças políticas. Assume o cargo de Presidente da Câmara Municipal o primeiro candidato da lista mais votada em eleição autárquica ou, no caso de vacatura do cargo, o que se lhe seguir na respetiva lista.

## História
O município de Lousada foi criado com a concessão da carta de foral, em 17 de Janeiro de 1514, pelo rei D. Manuel I. Em 1706, o concelho compreendia várias freguesias, que pertenciam aos bispados do Porto e de Braga, sendo a povoação em si controlada pela Casa de Bragança. Nesse ano, a autarquia contava com vários órgãos e funcionários, como um procurador, dois vereadores, dois almotacés, um escrivão, um distribuidor, um inquiridor, um contador e quatro tabeliões. Entre 1974 e 1975, o presidente da Câmara Municipal de Lousada foi Rui Maria de Castro Feijó, figura que se destacou pela sua oposição ao regime ditatorial do Estado Novo.
Em 2020, a Câmara Municipal de Lousada esteve envolvida numa situação polémica relativa à deposição de resíduos oriundos de Itália no aterro de Lustosa. Numa entrevista ao jornal O Louzadense, o líder da delegação do Partido Social Democrata, Simão Ribeiro, explicou que este caso teve lugar num aterro que era gerido numa sociedade entre a autarquia e a empresa Mota-Engil, tendo afirmado que «as populações de Lustosa, S. Estêvão e Sousela há muito que vêm denunciando isto e ainda bem que se tornou público por um cidadão que colocou na agenda esta temática». Acusou igualmente o presidente da Câmara Municipal, Pedro Machado, uma vez que tinha sido vereador do ambiente durante os mandatos do autarca anterior, Jorge Magalhães, pelo que «deveria por si só ter o domínio exaustivo destes temas e destes dossiês e deveria saber tudo o que se passa, não só neste aterro, mas também no da Ambisousa e neste em particular, pois a Câmara também é acionista». Alertou igualmente que os resíduos em causa eram «oriundos de atividades industriais e não conhecemos o seu grau de perigosidade, não sabemos ao certo o tratamento que a RIMA está a dar a estes resíduos», motivo pelo qual os vereadores dos partidos da oposição enviaram uma carta ao Presidente da Câmara, o qual alegou que desconhecia a situação em causa. Esta resposta foi duramente criticada por Simão Ribeiro, que comentou que o autarca ou estava a cometer «um erro de negligência grosseira, não sabendo que lixos desta natureza estão a ser cá depositados, ou então mente aos lousadenses dizendo que nada sabia, quando na verdade era conhecedor da situação».
Numa entrevista ao jornal Verdadeiro Olhar em Novembro de 2022, o presidente da comissão política do Partido Social Democrata de Lousada, Leonel Vieira, criticou o mandato de Pedro Machado, do Partido Socialista, classificando-o como sendo de «continuidade, pouco ambicioso e de gente cansada». Acusou igualmente os dirigentes do partido socialista de «colocar nos quadros da câmara os seus amigos do partido e familiares», e questionou se os concursos para os funcionários públicos «tenham sido justos e transparentes».

### Vereação 2021–2025
A atual vereação Lousadense tomou posse em 16 de outubro de 2021, com base nos resultados das eleições autárquicas de 26 de setembro desse ano. Segue-se a lista de cidadãos eleitos para a Câmara Municipal de Lousada e os respetivos pelouros.
| Presidente da Câmara Municipal | Presidente da Câmara Municipal | Presidente da Câmara Municipal | Presidente da Câmara Municipal | Presidente da Câmara Municipal | Presidente da Câmara Municipal   |
| Nome                           | Retrato                        | Pelouro(s) | Partido                        | Partido                        | Período                          |
| ------------------------------ | ------------------------------ | --- | ------------------------------ | ------------------------------ | -------------------------------- |
| Pedro Machado                  |                                | - Gestão Financeira - Gestão Organizacional e Modernização Administrativa - Tecnologias de Informação - Assuntos Jurídicos e Contencioso - Diplomacia Económica - Relação com o Munícipe - Coordenação das Relações com as Juntas de Freguesia |                                | PS                             | 16 de outubro de 2021 – presente |
| Vereadores                     |                                | |                                |                                |                                  |
| Manuel Nunes                   |                                | - Vice-Presidente da Câmara Municipal - Ambiente, Natureza e Clima - Cultura - Turismo e Desenvolvimento Rural (agricultura, floresta e ofícios tradicionais) - Obras Municipais - Energia - Transportes - Mobilidade - Trânsito               |                                | PS                             | 16 de outubro de 2021 – presente |
| Maria do Céu Rocha             |                                | - Ação Social - Igualdade e Inclusão - Formação e Emprego - Feiras e Mercados - Desenvolvimento Social e Económico |                                | PS                             | 16 de outubro de 2021 – presente |
| Nélson Oliveira                |                                | - Ordenamento do Território e Urbanismo - Licenciamento de Atividades Económicas - Juventude - Habitação - Saúde |                                | PS                             | 16 de outubro de 2021 – presente |
| António Augusto Silva          |                                | - Educação - Desporto - Comunicação - Proteção Civil - Bem-estar Animal |                                | PS                             | 16 de outubro de 2021 – presente |
| Simão Ribeiro                  |                                | — |                                | PPD/PSD.CDS-PP                 | 16 de outubro de 2021 – presente |
| Carlos Nunes                   |                                | — |                                | PPD/PSD.CDS-PP                 | 16 de outubro de 2021 – presente |